# Pia Olsen Dyhr
Pia Olsen Dyhr (Vallensbæk, Copenhague, 30 de noviembre de 1971) es una política danesa que ha sido miembro del Folketing por el Partido Popular Socialista desde las elecciones generales de 2007. Dyhr se ha desempeñado como ministra de comercio e inversiones y, más tarde, ministra de transporte en el primer Gobierno de Helle Thorning-Schmidt. Tras el abandono de su partido de ese gobierno, Dyhr fue elegida presidenta del Partido Popular Socialista.

## Estudios
Dyhr se graduó en el Ishøj Gymnasium en 1985. Estudió en el Colegio de Europa de 1992 a 1993 y obtuvo una maestría en estudios europeos. En 1994, se graduó de la Universidad de Copenhague con una licenciatura en ciencias políticas.

## Carrera política
Dyhr estuvo por primera vez en el Folketing del 28 de noviembre de 2006 al 15 de diciembre de 2006, actuando como miembro suplente temporal de Poul Henrik Hedeboe. Fue elegida por primera vez directamente al parlamento en las elecciones generales de 2007. Fue reelegida en el 2011 con 2461 votos, en 2015 con 9575 votos y en 2019 con 20 047 votos.
En 2014 fue elegida presidenta del Partido Popular Socialista, sucediendo a Annette Vilhelmsen.